# Bazzano (Neviano degli Arduini)
Bazzano (Basàn in dialetto parmigiano) è una frazione del comune di Neviano degli Arduini in provincia di Parma.
La località dista 4,48 km dal capoluogo.

## Geografia fisica
Bazzano sorge alla quota di 476 m s.l.m., nella vallata a sud-ovest del monte Castello (537 m s.l.m.); il centro abitato è situato sul rilievo che divide la Val d'Enza dalla Val Termina di Castione ed è attraversato dai rii Diola e Varano.

## Storia
Il centro abitato sorse in epoca altomedievale; la più antica testimonianza della sua esistenza risale al 921, quando tra i mesi di maggio e giugno Bagiano, insieme alla sua chiesa dedicata a sant'Ambrogio, fu menzionata in due documenti relativi a una controversia che divise il Capitolo della Cattedrale di Parma e il giudice Boniprando, che si era impossessato di alcuni terreni donati al Capitolo dal vescovo Guibodo; la vertenza si risolse con un placito del conte Adalberto del contado di Parma, che obbligò Boniprando alla restituzione dei beni. La chiesa di Bazzano fu nominata nuovamente l'11 giugno 1005, nell'Ordo Archipresbiterorum Plebium voluto dal vescovo di Parma Sigefredo II.
In seguito, a presidio del territorio, fu edificato nel borgo un castello difensivo, appartenente al Comune di Parma. Agli inizi del XIV secolo Giberto III da Correggio, dopo che fu nominato Signore di Parma nel 1303, riuscì a impossessarsi dell'edificio, che fortificò dopo che nel 1316 fu cacciato dalla città. Alla sua morte nel 1321, ereditarono la struttura i suoi figli Simone, Azzo e Guido.
Nel 1346, in seguito alla presa del potere a Parma da parte del signore di Milano Luchino Visconti, quest'ultimo confiscò i beni dell'unico superstite Azzo; tuttavia, nel 1354 i Visconti decisero di restituire il feudo di Bazzano a Giberto II, figlio di Azzo.
Alla morte di Giberto II nel 1402, in mancanza di eredi diretti tutti i suoi feudi di Guardasone, Traversetolo, Montecchio Emilia,
Scalochia, Bazzano, Rossena, Sassatello, Gombio, Brescello, Boretto, Gualtieri, Cavriago e Colorno furono assorbiti dalla Camera Ducale di Milano. Pochi mesi dopo il duca Gian Galeazzo Visconti li riassegnò a Ottobuono de' Terzi e ai suoi fratelli Giacomo e Giovanni.
Nel 1409, dopo l'uccisione a tradimento di Ottobuono a Rubiera, Galasso da Correggio approfittò della situazione per impossessarsi del castello di Bazzano e di altri manieri appartenenti ai Terzi; nel 1432 Filippo Maria Visconti riconobbe a Galasso la validità del possesso dei feudi conquistati, di cui i Da Correggio furono investiti nel 1452 dall'imperatore del Sacro Romano Impero Federico III d'Asburgo. Nel 1456, Manfredo da Correggio, erede del fratello Galasso, perse una causa col Comune di Parma, intenzionato a rientrare in possesso di Bazzano, ma ciò nonostante il duca di Milano Francesco Sforza gli riassegnò il feudo.
Nel 1474, dopo la morte senza figli di Manfredo, i suoi feudi parmensi situati lungo l'Enza, tra cui Brescello, Castelnovo, Bazzano e Scurano, furono assorbiti dalla Camera Ducale di Milano, che ne investì l'allora duca di Mortara Ludovico Sforza; quest'ultimo nel 1479 li cedette al duca di Ferrara Ercole I d'Este in cambio di Castelnuovo di Tortona.
Tuttavia, i primi problemi sorsero negli anni successivi e nel 1488 Ludovico il Moro intervenne per precisare che i feudi, pur essendo stati investiti agli Este, erano soggetti al territorio di Parma; ciò non bastò ad appianare la questione riguardante il pieno possesso delle terre lungo l'Enza e nel 1512 il papa Giulio II, in qualità di Signore di Parma, decretò che la giurisdizione doveva rimanere parmense. Gli Estensi si opposero, considerando i territori parte integrante del Ducato di Ferrara.
Nel 1596 il duca Alfonso II d'Este investì dei feudi di Scurano, Bazzano e Pianzo il conte Ugo Pepoli, la cui famiglia ne mantenne i diritti fino al 1614.
Nel 1633 il duca Francesco I d'Este assegnò al marchese Gaspare Gherardini i feudi di Scurano e Bazzano, ai quali furono aggiunte nel 1652 San Polo e nel 1750 Pianzo; i Gherardini mantennero l'investitura fino al 1796.
La zona fu quindi annessa alla Repubblica Cisalpina e nel 1809 Scurano divenne comune autonomo unitamente a Bazzano. Nel 1811 il confine tra il dipartimento del Taro a ovest e il Regno d'Italia a est fu fissato lungo l'Enza, perciò le due località furono riassegnate al territorio parmense. Tuttavia, in seguito alla caduta dell'Impero francese e alla Restaurazione, il 2 marzo 1816 la situazione fu ripristinata come in precedenza e i due territori tornarono a far parte del Ducato di Modena e Reggio.
Nel 1848, per effetto del trattato di Firenze del 1844, il confine tra i ducati di Parma e Modena fu ristabilito lungo il corso dell'Enza; in tal modo Bazzano e Scurano rientrarono in territorio parmense e divennero frazioni del comune di Neviano degli Arduini.

## Monumenti e luoghi d'interesse

### Pieve di Sant'Ambrogio

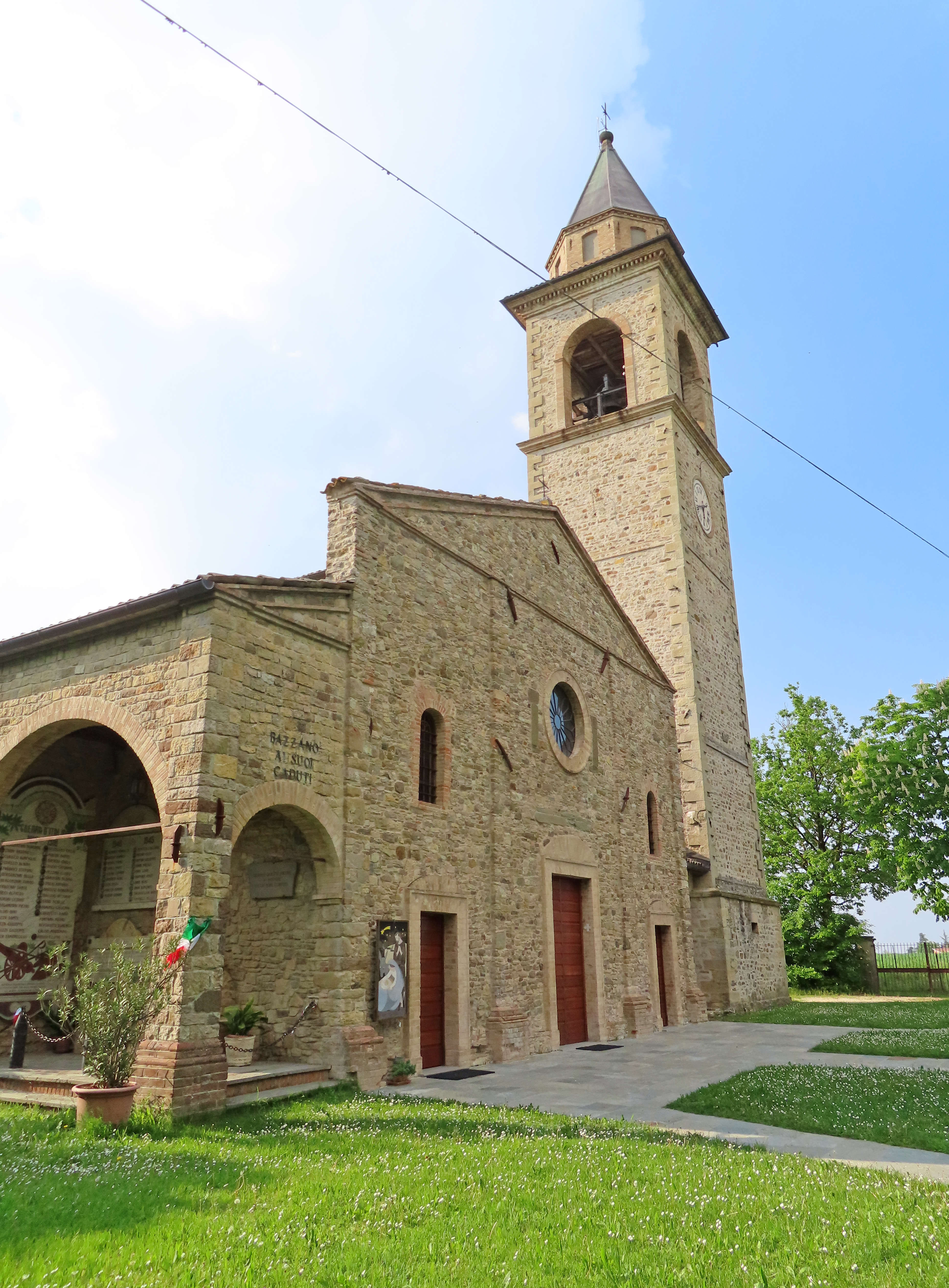
Pieve di Sant'Ambrogio

Edificata originariamente forse già nel IV o V secolo ma ricostruita in stile romanico nell'XI, nel 1230 la pieve aveva sotto la propria giurisdizione sette cappelle e nel 1354 undici chiese, cinque benefici, cinque canonicati e quattro ospedali; profondamente trasformata in stile rinascimentale tra il XVI e il XVII secolo, fu nuovamente modificata tra la seconda metà del XIX e gli inizi del XX; completamente restaurata tra il 2001 e il 2003, fu rinforzata strutturalmente tra il 2008 e il 2013. La chiesa in pietra, dominata nella facciata da un grande frontone di coronamento, è internamente suddivisa in tre navate; la prima cappella sinistra accoglie un fonte battesimale romanico a pianta ottagonale interamente scolpito, risalente secondo alcune ipotesi al VII o all'VIII secolo, anche se alcune scelte iconografiche dei bassorilievi fanno pensare a una datazione più tarda, intorno al X o all'XI secolo.

### Oratorio dei Santi Giovanni e Paolo

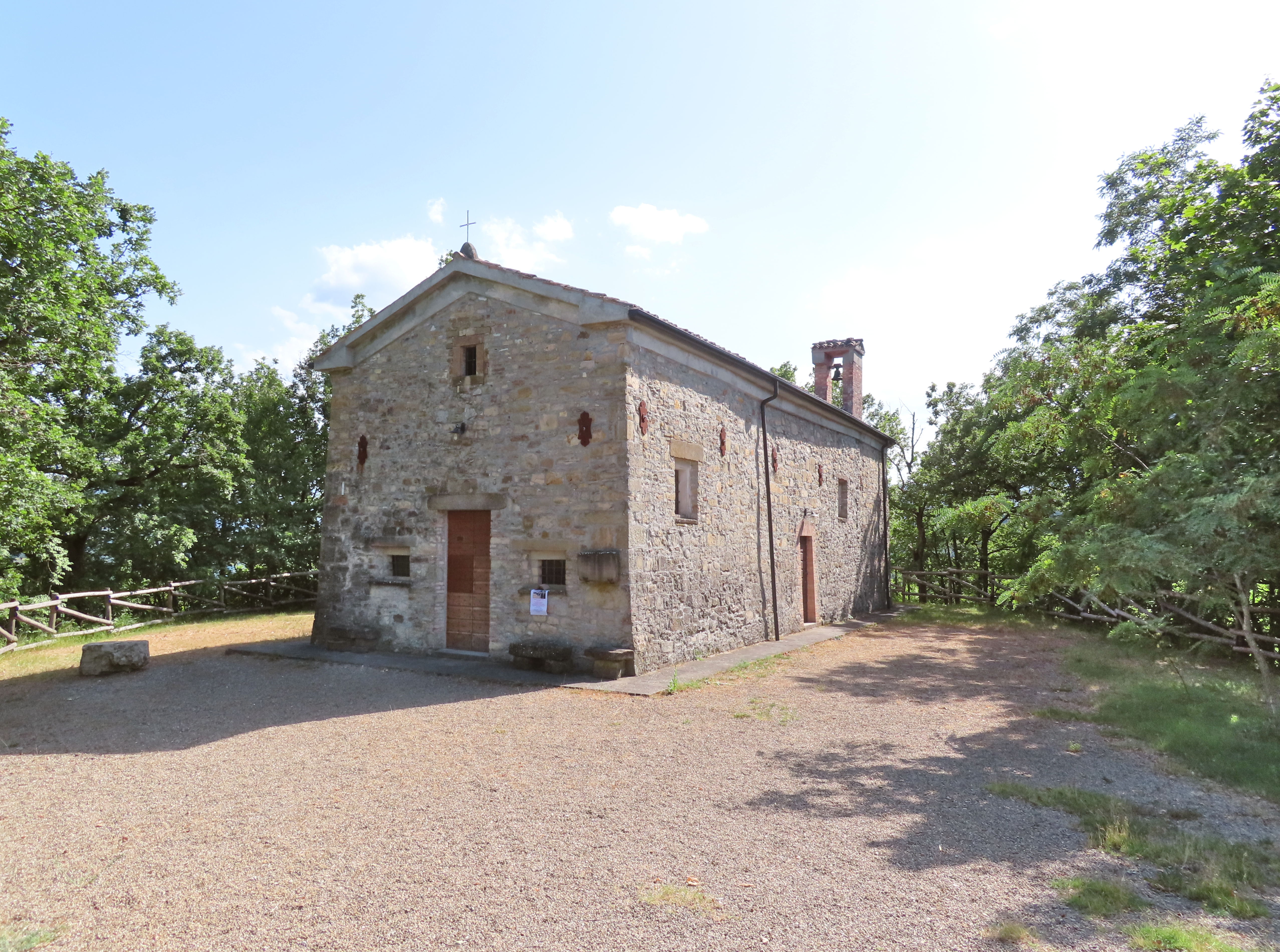
Oratorio dei Santi Giovanni e Paolo

Menzionato per la prima volta nel 1299, l'oratorio originario, situato nel piccolo borgo di Scorcoro, fu ricostruito più a valle in posizione isolata nel XVII secolo; restaurato intorno al 1960, fu interamente ristrutturato tra il 2009 e il 2013. L'edificio, sviluppato su una navata unica, è rivestito in pietra e presenta una semplice facciata a capanna.

### Castello

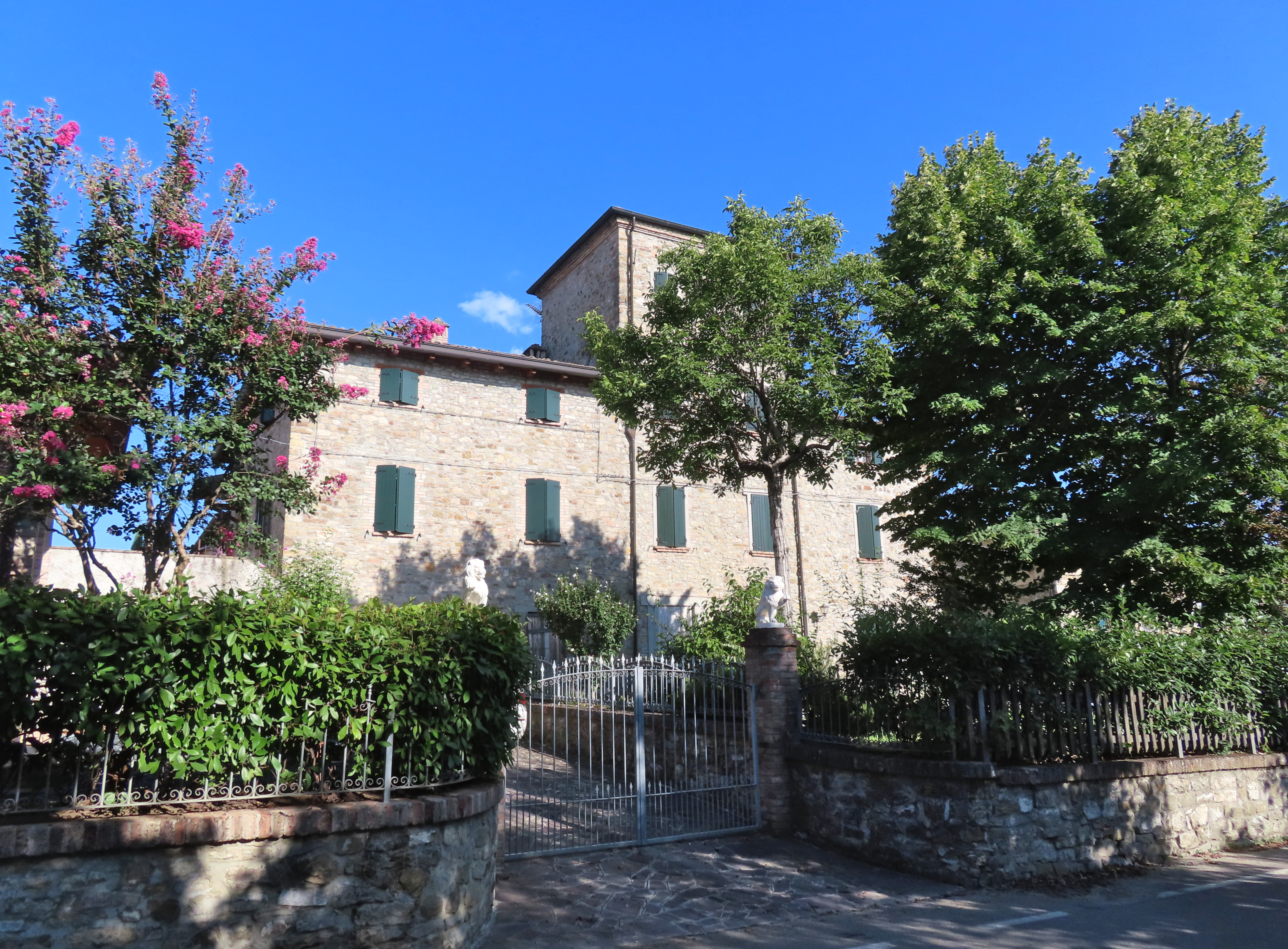
Una delle torri superstiti del castello

Costruito per volere del Comune di Parma in epoca medievale, il castello appartenne quasi ininterrottamente ai Da Correggio dagli inizi del XIV secolo al 1474, a eccezione di una breve parentesi all'inizio del XV secolo in cui ne furono investiti i Terzi; assegnato a Ludovico il Moro, nel 1479 fu ceduto agli Estensi in cambio di altri beni; ritenuto a lungo scomparso, fu probabilmente individuato nella seconda metà del XX secolo in tre torri in pietra poste all'interno di una corte in località La Costa, più volte modificate nei secoli e inglobate in corpi di fabbrica successivi; la torre nord conserva due feritoie e un affresco quattrocentesco raffigurante la Madonna del garofano.

## Cultura

### Museo Uomo Ambiente

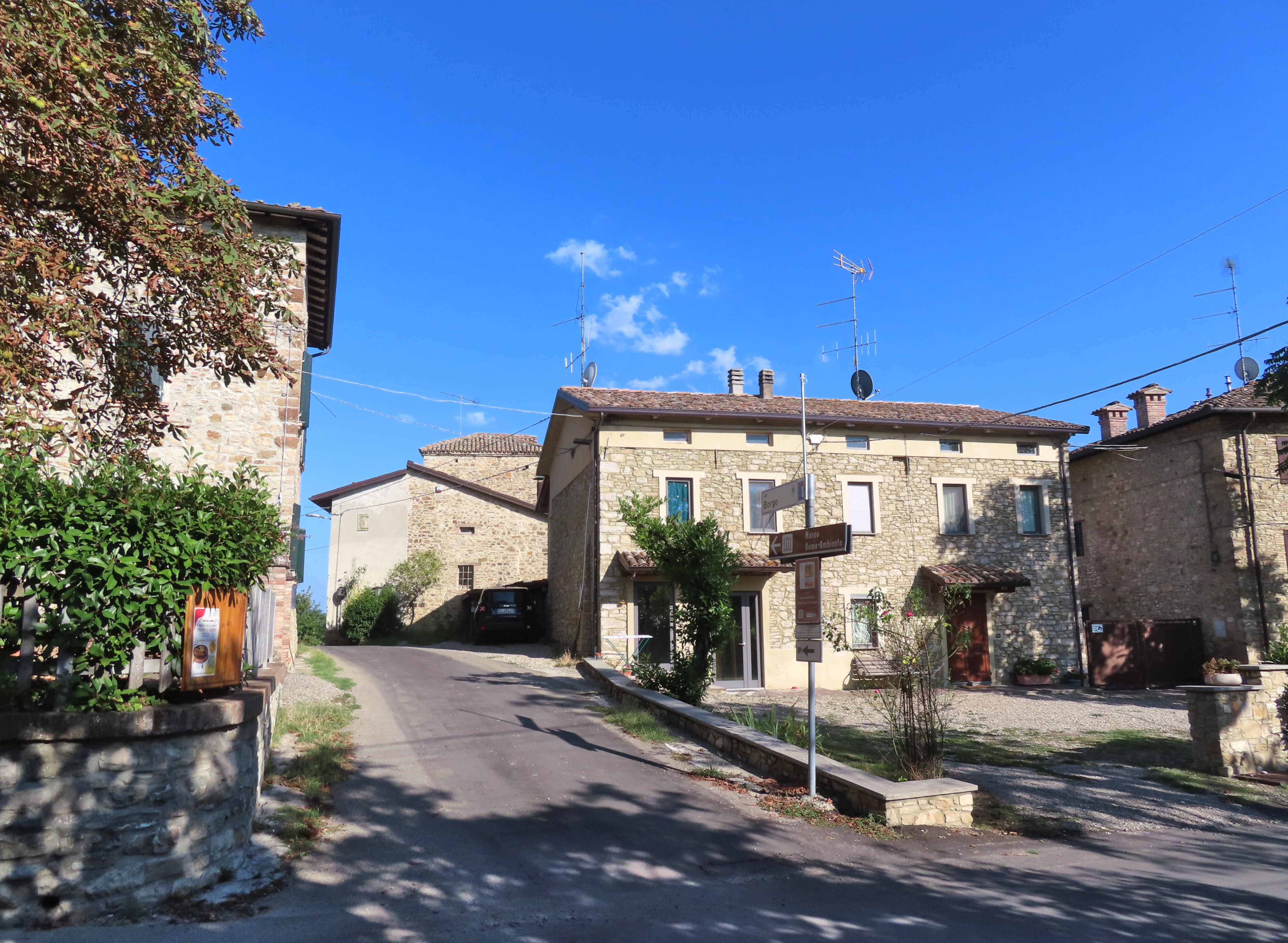
Museo Uomo-Ambiente

Aperto alla fine del 2003 in un edificio medievale restaurato appartenente al Comune di Neviano e situato in località La Costa, il museo, frutto di ricerche effettuate negli anni precedenti da un gruppo di volontari e dagli studenti e insegnanti della scuola elementare di Bazzano, è gestito dal gruppo culturale "Il Camino"; l'allestimento, realizzato anche grazie a supporti multimediali, prevede due diversi percorsi, rispettivamente dedicati alla lavorazione della canapa e alla produzione del vino secondo le tradizioni locali.

## Geografia antropica
La frazione di Bazzano risulta composta dalle quattro località attigue di Borgo, Croce, Pieve e La Costa, che costituisce il centro principale. Nei dintorni si trovano numerosi borghi sparsi che gravitano intorno a Bazzano, tra cui Corticone, Lugaro, La Villa e i nuclei abitati facenti parte della frazione di Villa Santi Giovanni e Paolo, istituita nel corso del XX secolo: Case Penuzzi, Scorcoro, Le Rette, Cavandola, Molino di Bazzano e Pozzolo.

## Infrastrutture e trasporti
La frazione è attraversata dalla strada provinciale 99, che, dalla strada provinciale 17 di Traversetolo, si dirige verso la provincia di Reggio Emilia, oltrepassando il torrente Enza mediante un ponte edificato nel 1965 nei pressi della località Molino di Bazzano.